# Ukraińska cerkiew greckokatolicka w I połowie XX wieku

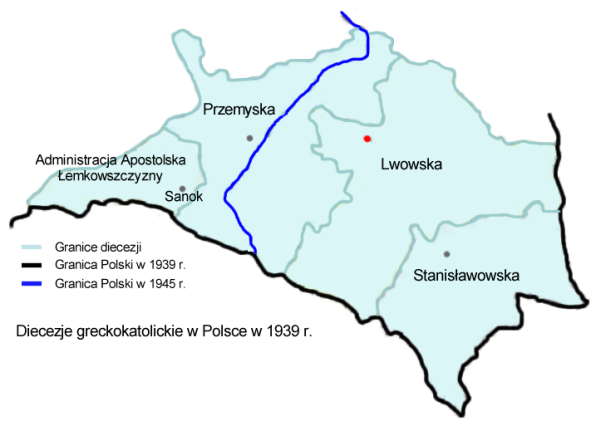
Granice administracyjne diecezji w 1939 roku

Organizacja Ukraińskiej Cerkwi Greckokatolickiej w I połowie XX wieku
Cerkiew greckokatolicka zachowała w tym czasie strukturę wykształconą w czasie Austro-Węgier, składała się z jednej prowincji – metropolii halicko-lwowskiej, oraz trzech diecezji: archidiecezji (archieparchii) lwowskiej, diecezji (eparchii) przemyskiej i diecezji (eparchii) stanisławowskiej. Diecezje dzieliły się na dekanaty i parafie (z dużą liczbą cerkwi filialnych, dojazdowych). Dodatkowo w archidiecezji lwowskiej istniały struktury pośrednie pomiędzy diecezją a dekanatem – protoprezbiteriaty.
Poza granicami II RP w latach 1918-1939 pod metropolię halicko-lwowską podlegały: eparchie mukaczowska i preszowska, eparchia w Kryżivcach, jedna eparchia w Kanadzie oraz dwie eparchie w USA.
Podobnie jak w Kościele rzymskokatolickim zorganizowane były kapituły katedralne i konsystorze biskupie kierowane przez wikariuszy generalnych. Dodatkowymi instytucjami kościelnymi, nie występującymi w Kościele rzymskokatolickim, były: Dom Prezbiterialny, Instytut Diaków i Instytut Wdów i Sierot.
Na czele całej Cerkwi greckokatolickiej oraz archidiecezji lwowskiej stał od 1900 do śmierci w 1944 metropolita Andrzej Szeptycki, po nim nastał metropolita Josyf Slipyj (do 1963).
Za czasów II Rzeczypospolitej Cerkiew greckokatolicka zrównana była w swych prawach z Kościołem rzymskokatolickim i ormiańskim, na podstawie konstytucji marcowej z 1921 oraz konkordatu z 1925 roku, jednak w praktyce artykuł XVIII konkordatu ograniczał działalność misyjną Cerkwi do terenu Galicji Wschodniej.

## Próby ekspansji
Po wybuchu I wojny światowej Cerkiew podjęła próby reaktywacji unickich eparchii chełmskiej i łuckiej, zlikwidowanych przez władze rosyjskie w 1875. 21 września 1914 arcybiskup Szeptycki wyświęcił potajemnie na biskupa ks. Josyfa Bociana, mianując go biskupem (eparchą) łuckim, oraz ks. Dmytra Jaremko, mianując go biskupem ostrogskim. Jednak już następnego dnia zostali wszyscy aresztowani. Biskup Bocian powrócił do Lwowa dopiero w lecie 1917, natomiast biskup Jaremko zmarł na zesłaniu jesienią 1916.
Kolejne próby podjął arcybiskup wiosną 1918, wysyłając na Podlasie ks. Mychajła Kitę, który koordynował na miejscu działalność księży greckokatolickich, przekonujących ludność prawosławną do powrotu do Unii. Podobna działalność prowadzona była wśród ludności białoruskiej w guberni sejneńskiej.
Na tle tej działalności wystąpił konflikt pomiędzy arcybiskupem Szeptyckim a rzymskokatolickim biskupem lubelskim Marianem Fulmanem, który był przeciwny ekspansji grekokatolicyzmu, i uważał, że powinno się nawracać prawosławnych na obrządek rzymskokatolicki. Spór oparł się o papieża Benedykta XV, który ograniczył kompetencje Szeptyckiego do archidiecezji halicko-lwowskiej.

## Cerkiew między bizantynizmem a latynizmem
W Kościele greckokatolickim ścierały się dwa nurty wewnętrzne: bizantynizm i latynizm. Dzielił je stosunek do obrządku i Kościoła rzymskokatolickiego.
Zwolennicy bizantynizmu wzywali do powrotu do czystego obrządku wschodniego przez usunięcie wpływów i zapożyczeń łacińskich, wprowadzonych przez kolejne synody (np. zamojski) i powrót do liturgii z czasów unii brzeskiej. Poprzez powrót do wschodniej formy, łatwiejsze byłoby zbliżenie się Kościoła greckokatolickiego do prawosławia i pozyskanie ludności prawosławnej dla katolicyzmu. Uważano również, że dzięki temu uchroni się ukraińską tożsamość duchową przed wpływami polskiej kultury. Dzięki nim wprowadzono język ukraiński do liturgii. Zwolennikiem tego nurtu był arcybiskup Andrzej Szeptycki.
Zwolennicy latynizmu zmierzali do zbliżenia z zachodnią kulturą katolicką i Kościołem rzymskokatolickim. Starali się zwiększać udział elementów łacińskich w liturgii, i zacierać różnice pomiędzy obrządkami. Upowszechniano kult eucharystyczny, dążono do zmian w wystroju cerkwi, sposobu odprawiania mszy, jak nawet zmiany wyglądu cerkwi. Propagowano także celibat. W bizantynizmie widziano zagrożenie schizmą, komunizmem i nacjonalizmem. Głównymi zwolennikami tego nurtu byli biskup Grzegorz Chomyszyn i generalny wikariusz lwowski Ołeksandr Baczynśkyj, jak również częściowo biskup Jozafat Kocyłowski.

### Problem celibatu
Zwolennikom latynizmu w Kościele greckokatolickim zależało bardzo na wprowadzeniu celibatu. Próby takie podejmowano od czasu zawarcia unii brzeskiej, chociaż zagwarantowano w niej zachowanie czystości obrządku wschodniego.
Przeciwnicy celibatu sprzeciwiali się jego wprowadzeniu ze względu na wschodnia tradycję, jak również ze względu na osłabienie nielicznej inteligencji ukraińskiej, wywodzącej się w większości z rodzin duchownych.
Zwolennicy wprowadzenia celibatu twierdzili, że wpłynie on na podniesienie poziomu duchowego księży, odnowienie życia religijnego oraz zwiększenie pobożności wiernych. Podkreślano również duże obciążenia finansowe parafii utrzymujących duchownych i ich rodziny.
Pierwsze zarządzenie w sprawie wyświęcania bezżennych księży wydał w 1918 arcybiskup Szeptycki. 20 sierpnia 1919 konferencja episkopatu greckokatolickiego we Lwowie podjęła decyzję o wprowadzeniu powszechnego celibatu dla nowo wyświęcanych księży w całej metropolii lwowskiej. Podjęte postanowienia nie zostały w pełni zrealizowane. Tylko w eparchii stanisławowskiej biskup Chomyszyn wyświęcał wyłącznie bezżennych księży. Jego postawa spotkała się zresztą z protestami duchowieństwa, manifestacjami, i bojkotem greckokatolickiego seminarium duchownego w Stanisławowie.

W archieparchii lwowskiej arcybiskup Szeptycki pozostawiał decyzję wyboru klerykom, a w eparchii przemyskiej biskup Kocyłowski wyświęcał żonatych kleryków z eparchii przemyskiej, studiujących we Lwowie. Jednak rozporządzeniem z 2 stycznia 1925 biskup Kocyłowski wprowadził celibat na terenie eparchii przemyskiej, co spotkało się również z dalszymi protestami duchowieństwa i wiernych.
W latach 30. XX wieku celibatariusze stanowili kilkanaście procent duchowieństwa greckokatolickiego.

## Archieparchia lwowska
Na czele archieparchii stał od 1900 arcybiskup Andrzej Szeptycki, sufraganem od 1924 biskup Josyf Bocian, a po nim od 1929 biskup Iwan Buczko.

## Eparchia przemyska
Na czele eparchii przemyskiej stał od 1896 biskup Konstantyn Czechowicz, a od 1917 biskup Jozafat Kocyłowski. W 1926 sufraganem został biskup Hryhorij Łakota.

## Eparchia stanisławowska
Na czele eparchii stanisławowskiej stał od 1904 biskup Grzegorz Chomyszyn, w 1929 mianowano sufragana w osobie biskupa Iwana Łatyszewskiego.

## Zakony

### Zakony męskie
W Kościele greckokatolickim działały trzy bardzo prężne zakony: bazylianie, studyci i redemptoryści.
Główną rolę odgrywał zakon bazylianów. Prowadził on działalność misyjną, edukacyjną, naukową i wydawniczą. Zajmował się pracą duszpasterską i dydaktyczną wśród młodzieży, organizował rekolekcje i misje ludowe. Wydawał również literaturę religijną oraz czasopisma „Zapysky Czyna Sw. Wasilija Wełykoho” oraz „Misjonar”. Zakon posiadał kilkanaście domów zakonnych, m.in. w Żółkwi, Dobromilu, Ławrowie i Krechowie. Z tego zakonu pochodziło wielu hierarchów cerkiewnych.
Zakon studytów został powołany w 1901. Główna siedziba zakonu znajdowała się w Uniowie. Generalnym przełożonym zakonu pozostał arcybiskup Szeptycki, a ihumenem Uniowa o. Klemens Szeptycki. Początkowo arcybiskup planował powierzyć im misje wśród prawosławnych na Podlasiu i Polesiu, jednak po upadku tych planów powierzono im pracę opiekuńczą, dobroczynną i charytatywną.
Zakon redemptorystów został sprowadzony do Galicji przez arcybiskupa Szeptyckiego przed I wojną światową. Jego zadaniem miało być prowadzenie misji wśród prawosławnych. Zakon posiadał nowicjat w Zboiskach, seminarium w Tarnopolu i kilka domów zakonnych.

### Zakony żeńskie
Działały również trzy zgromadzenia żeńskie: bazylianki, studytki oraz Służebnice NMP.

## Literatura
- Maciej Mróz, Katolicyzm na pograniczu. Kościół katolicki wobec kwestii ukraińskiej i białoruskiej w Polsce w latach 1918-1925, Toruń 2003, ISBN 83-7322-464-5.